# Chapelle Notre-Dame-de-Cénaret de Saint-Chély-du-Tarn
La chapelle Notre-Dame-de-Cénaret est une chapelle située sur la commune de Gorges du Tarn Causses, en France.

## Localisation
La chapelle est située à flanc de falaise à Saint-Chély-du-Tarn, commune de Sainte-Enimie, dans le département français de la Lozère.

## Historique
L'édifice est inscrit au titre des monuments historiques en 1987.